# Camposanto (Modena)
Camposanto is een gemeente in de Italiaanse provincie Modena (regio Emilia-Romagna) en telt 3061 inwoners (31-12-2004). De oppervlakte bedraagt 22,7 km², de bevolkingsdichtheid is 139 inwoners per km².

## Demografie
Camposanto telt ongeveer 1180 huishoudens. Het aantal inwoners steeg in de periode 1991-2001 met 4,6% volgens cijfers uit de tienjaarlijkse volkstellingen van ISTAT.
| Jaar | Inwoneraantal |
| ---- | ------------- |
| 1991 | 2917          |
| 2001 | 3051          |

## Geografie
Camposanto grenst aan de volgende gemeenten: Bomporto, Crevalcore (BO), Finale Emilia, Medolla, Ravarino, San Felice sul Panaro, San Prospero.

## Externe link

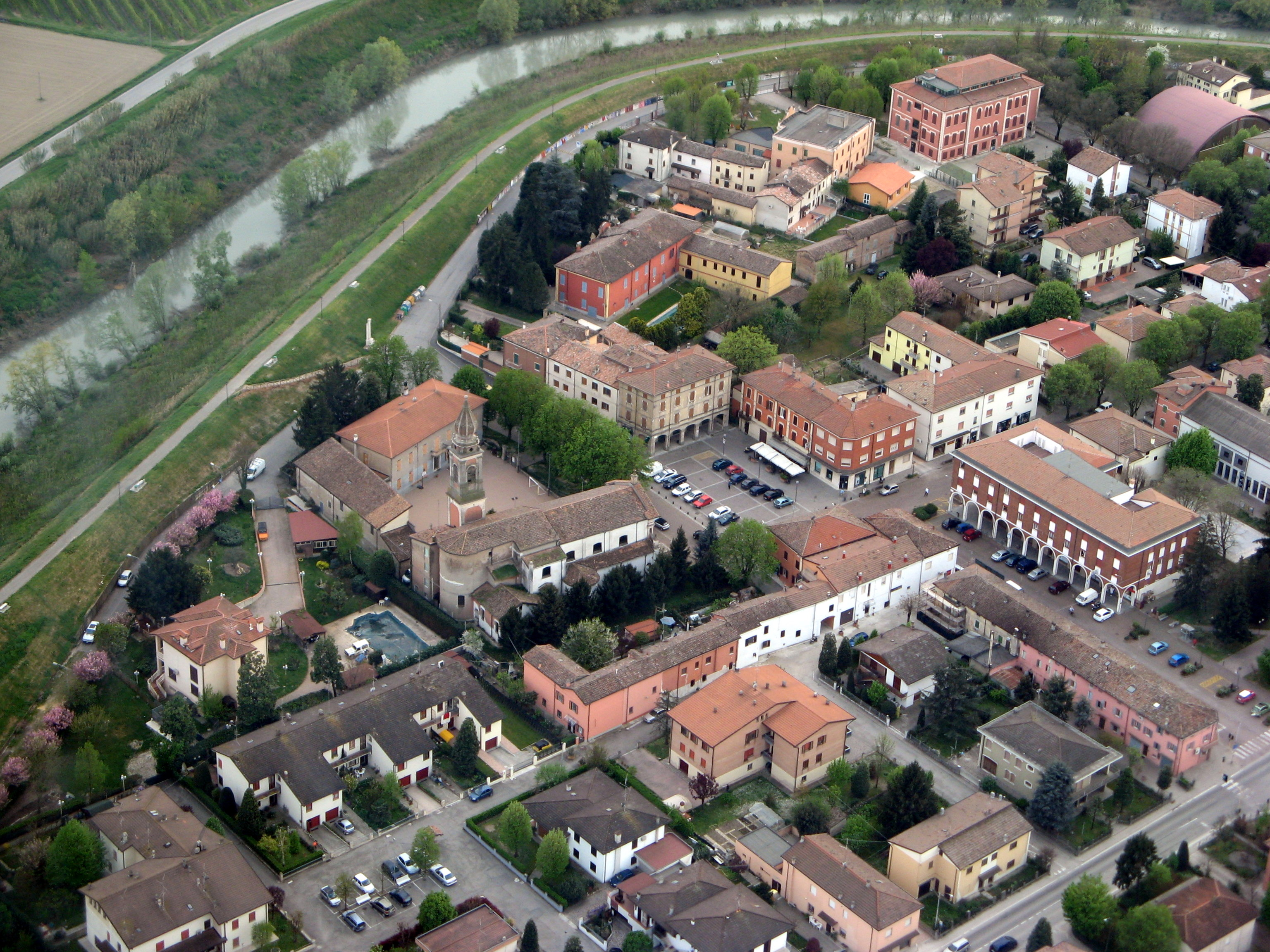